# آمار ناپارامتری کاربردی
متن بزرگ
آمار ناپارامتری کاربردی کتابی از دبلیو جی. کنوور با ترجمهٔ سید مقتدی هاشمی‌پرست است که در سال ۱۳۷۲ منتشر و در مراسم کتاب سال جمهوری اسلامی ایران به‌عنوان کتاب برگزیده معرفی شد.